# ذو الكفل عبده
ذو الكفل عبده واسمه الأصلي أبيشان نيليادي دان (5 يناير 1966 أو 5 أكتوبر 1966 - 25 يناير 2015) هو مواطن ماليزي، كان أحد أكثر الإرهابيين المطلوبين لدى مكتب التحقيقات الفدرالي الأمريكي. عرض مكتب التحقيقات الفيدرالية الأمريكية الأمريكية مكافأة قدرها 5 ملايين دولار لمن يدلي معلومات تؤدي القبض عليه. كان ذو الكفل صانع قنابل محترف، عمل في العديد من الجماعات المسلحة. يشتبه في قيادته لجماعة مجاهدو كمبولان ماليزيا وهي جزء من القيادة المركزية للجماعة الإسلامية في جنوب شرق آسيا، ويُعتقد مشاركته في تفجيرات بالي عام 2002. ويشتبه في اختبائه في مينداناو تحت حماية مناضلو بانغسامورو الإسلاميين في سبيل الحرية. قُتل ذو الكفل في 25 يناير 2015 على أيدي ضباط من قوة العمل الخاصة خلال اشتباكات ماماسابانو.